# Focke-Wulf F 19

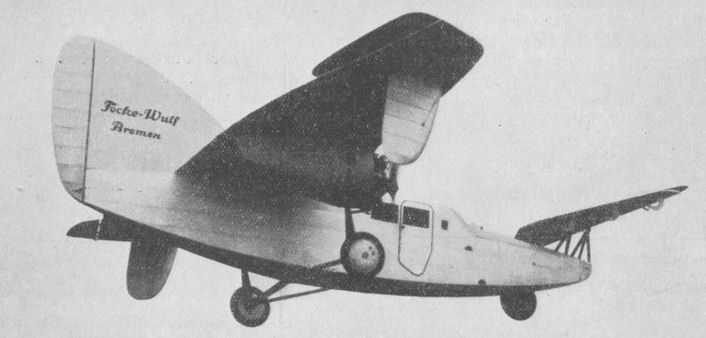
F 19 Ente

Die Focke-Wulf F 19 „Ente“ war ein Versuchsflugzeug des deutschen Herstellers Focke-Wulf aus der zweiten Hälfte der 1920er Jahre. Die F 19 sollte als Erprobungsträger für die Canard-Bauweise dienen, die in einem neu zu entwickelnden Transportflugzeug eingesetzt werden sollte.

## Geschichte
Bereits seit 1908 hatte Henrich Focke zusammen mit seinem Bruder Wilhelm an Flugmodellen in Entenbauweise gearbeitet und auch ein Patent in diesem Bereich erhalten. In den Rumpler-Werken wurde anschließend 1909 ein vollmaßstabgemäßes, mit einem 40-PS-Motor ausgestattetes Flugzeug gebaut. Jedoch konnten mit dem Projektfinanzier und Juristen Alberti am Steuer damit lediglich einige kurze Flüge auf einem Feld in der Nähe Berlins durchgeführt werden.
Erst 1925 griff die Deutsche Versuchsanstalt für Luftfahrt (DVL) Fockes Entwicklungen wieder auf und erteilte den Auftrag zum Bau eines Canard-Flugzeuges mit dem die praktische Verwendbarkeit dieser Auslegung nachgewiesen werden sollte. Für die Projektstudien konnte auch der 1908 gebaute Windkanal an der Modellversuchsanstalt Göttingen eingesetzt werden.
Die erste Maschine wurde 1927 fertiggestellt und flog zum ersten Mal am 2. September des gleichen Jahres. Es konnten 14 erfolgreiche Versuchsflüge durchgeführt werden, bevor die Maschine am 29. September 1927 abstürzte, wobei Georg Wulf ums Leben kam.
Die zweite gebaute Maschine mit dem Luftfahrzeugkennzeichen D-1960 wurde als F 19a bezeichnet und flog im Spätjahr 1930 zum ersten Mal. Auf einer Werbetour wurde sie im folgenden Jahr in einigen europäischen Ländern vorgeführt. Ein Luftangriff der Alliierten zerstörte 1944 die in der Deutschen Luftfahrtsammlung Berlin ausgestellte D-1960.

## Konstruktion
Ausschlaggebend für die Wahl der Canardbauweise war neben der Überschlagsicherheit bei der Landung, auch bei vollem Bremseneinsatz, vor allem die Überziehsicherheit dieser konstruktiven Auslegung. Ein weiterer Gesichtspunkt war der höhere Schutz der Passagiere bei einem Unfall, da sie von der Flugzeugspitze weiter entfernt untergebracht waren, als bei einem konventionellen Transportflugzeug.
Die Rumpfkonstruktion war aus mit Stoff bespannten geschweißten Stahlrohren aufgebaut. Auch die in Holzbauweise hergestellten Tragflächen waren mit Stoff bespannt. Die weit nach hinten gerückte Tragfläche hatte mit ihrer Vorderkante lediglich einen Abstand von 3,60 m zum Heckabschluss. Der Frontflügel besaß einen beinahe dreieckigen Grundriss, wobei die Basis des Dreiecks nach vorne zeigte. In der ersten Maschine (F 19) konnte diese Tragfläche wie eine Wippe vom Cockpit aus nach oben oder unten bewegt werden, um den asymmetrischen Schub bei einem eventuellen Triebwerksausfall besser ausgleichen zu können. Diese Konstruktion wurde als Ursache für den Unfall der ersten Maschine angesehen und entsprechend in der F 19a geändert, indem der Frontflügel mit Kabel fest verspannt wurde.
Bedingt durch den kurzen Hebelarm zur Steuerung um die Hochachse, musste das Seitenleitwerk außergewöhnlich groß ausgelegt werden. Zusätzlich wurden noch unter den Haupttragflächen links und rechts zwei weitere Ruderflächen vorgesehen.
Die zwei Triebwerke besaßen Zugpropeller, die in einer späteren Serienversion durch Druckpropeller ersetzt werden sollten. Die Steuerflächen der Maschine sollten damit ohne Beeinflussung durch die Verwirbelungen des Propellerstrahls bleiben. Die Treibstofftanks waren in der Flügelnase, links und rechts vom Rumpf untergebracht.
Die Kabine für drei Passagiere begann direkt an der Vorderkante der Haupttragflächen. Der Zugang erfolgte über eine Tür auf der rechten Seite. Der Pilot saß in einem offenen Cockpit.

## Technische Daten

Dreiseitenriss der F19

| Kenngröße             | Daten der F 19a |
| --------------------- | --- |
| Besatzung             | 1 |
| Passagiere            | 3 |
| Länge                 | 10,53 m |
| Spannweite            | 10,00 m (Haupttragfläche) 5,00 m (Canard-Tragfläche)                                                                                              |
| Flügelfläche          | 29,5 m² (Haupttragfläche) 6,00 m² (Canard-Tragfläche)                                                                                             |
| Nutzlast              | 475 kg |
| Leermasse             | 1175 kg |
| max. Startmasse       | 1650 kg |
| Reisegeschwindigkeit  | 128 km/h |
| Höchstgeschwindigkeit | 142 km/h |
| Triebwerke            | 2 × Siemens & Halske Sh 14 mit jeweils 110 PS (ca. 80 kW) Leistung 2 × Siemens & Halske Sh 11 mit jeweils 80 PS (ca. 60 kW) Leistung bei der F 19 |